# Łagiewniki Dzierżoniowskie Stare
Łagiewniki Dzierżoniowskie Stare – nieczynna stacja kolejowa w miejscowości Łagiewniki, w województwie dolnośląskim, w powiecie dzierżoniowskim, w gminie Łagiewniki, w Polsce. Dokładna nazwa stacji nie jest znana, stacja została zamknięta przed II wojną światową.